# Edwin Austin Abbey

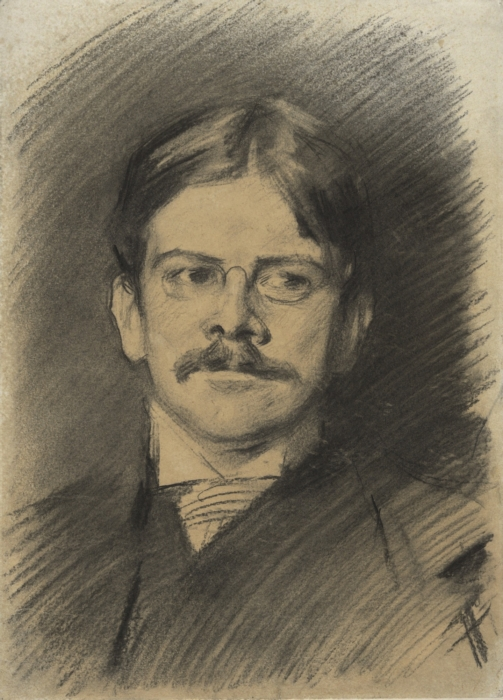
Edwin Austin Abbey, portret door John Singer Sargent.

Edwin Austin Abbey (Philadelphia, 1 april 1852 – Londen, 1 augustus 1911) was een Amerikaans kunstschilder en illustrator, vooral bekend om zijn schilderwerken en muurschilderingen over victoriaanse en shakespeariaanse onderwerpen.

## Leven en werk
Abbey studeerde aan de Pennsylvania Academy of the Fine Arts en begon al op jonge leeftijd te werken als illustrator, onder meer voor tijdschriften als Harper's Weekly en Scribner's Magazine.

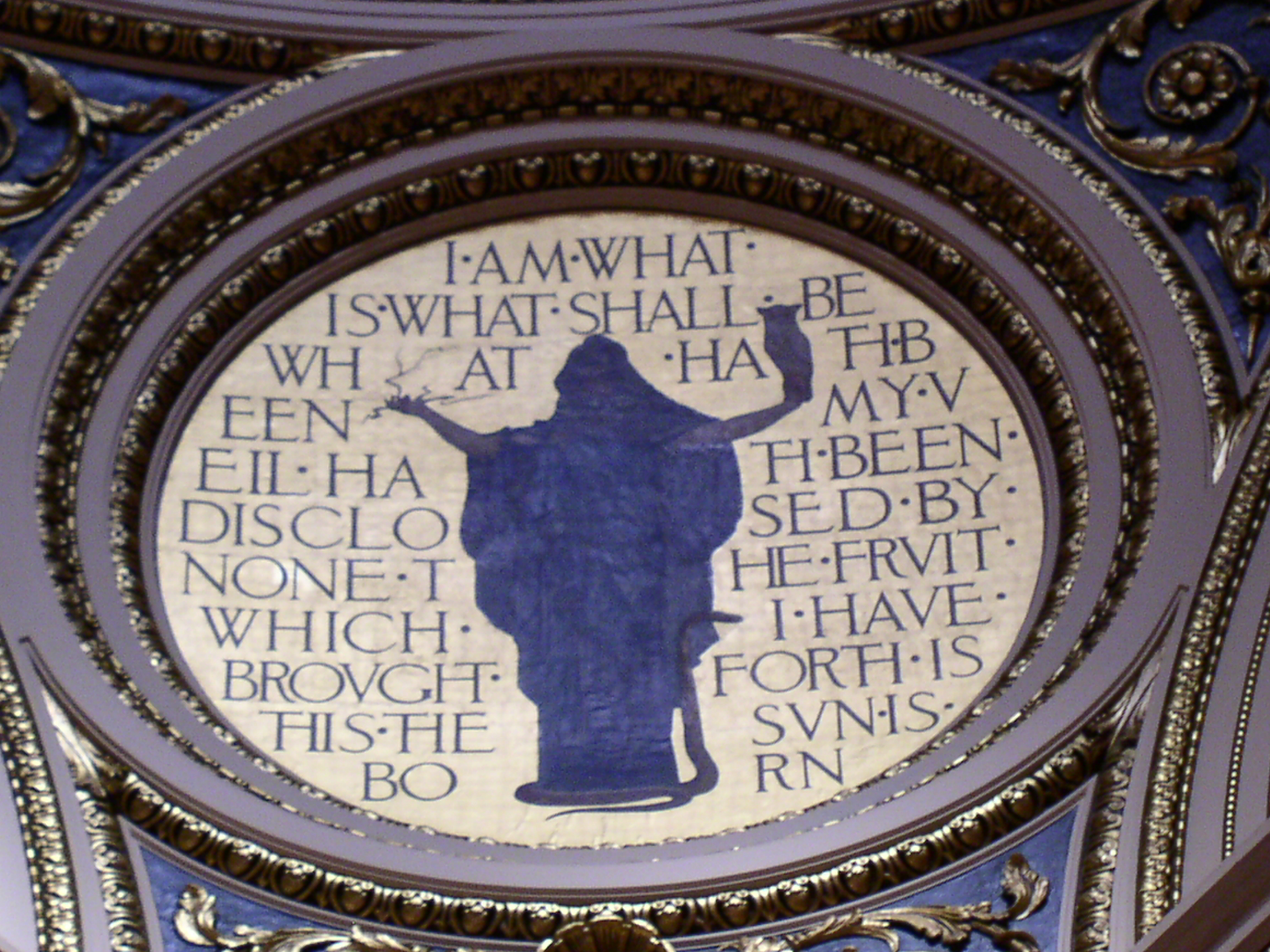
Medaillon ‘Science’

Nadat Abbey in 1876 op een grote tentoonstelling in Philadelphia kennismaakte met het werk van Europese kunstschilders als Frederic Leighton en George Frederick Watts vertrok hij in 1878 naar Engeland, waar hij sterk beïnvloed werd door de prerafaëlieten. Hij raakte bevriend met Francis Davis Millet en John Singer Sargent.
In 1898 werd Abbey verkozen tot lid van de Royal Academy of Arts. In 1902 werd hij aangezocht als officieel schilder van de kroning van Eduard VII van het Verenigd Koninkrijk, waarvan het resultaat thans nog steeds te zien is in de centrale hal van Buckingham Palace. In 1907 zag hij er vanaf geridderd te worden omdat hij dan zijn Amerikaanse staatsburgerschap zou moeten opgeven.
Abbey werd uiteindelijk het meest bekend met zijn enorme muurschilderingen voor de Boston Public Library, genaamd The Quest of the Holy Grail. Hij maakte deze in de jaren 1890 in zijn Londense atelier en liet de friezen steeds verschepen naar Amerika. Later, in 1908-1909, werkte hij ook nog aan een reeks muurschilderingen voor de Pennsylvania State Capitol, waaronder de allegorische medaillons Science, Art, Justice en Religion. In deze periode werk hij echter ziek en uiteindelijk zou John Singer Sargent zijn schildering "Reading of the Declaration of Independence Mural" voltooien.
Abbey overleed aan kanker, in 1911, op 59-jarige leeftijd.

## Galerij

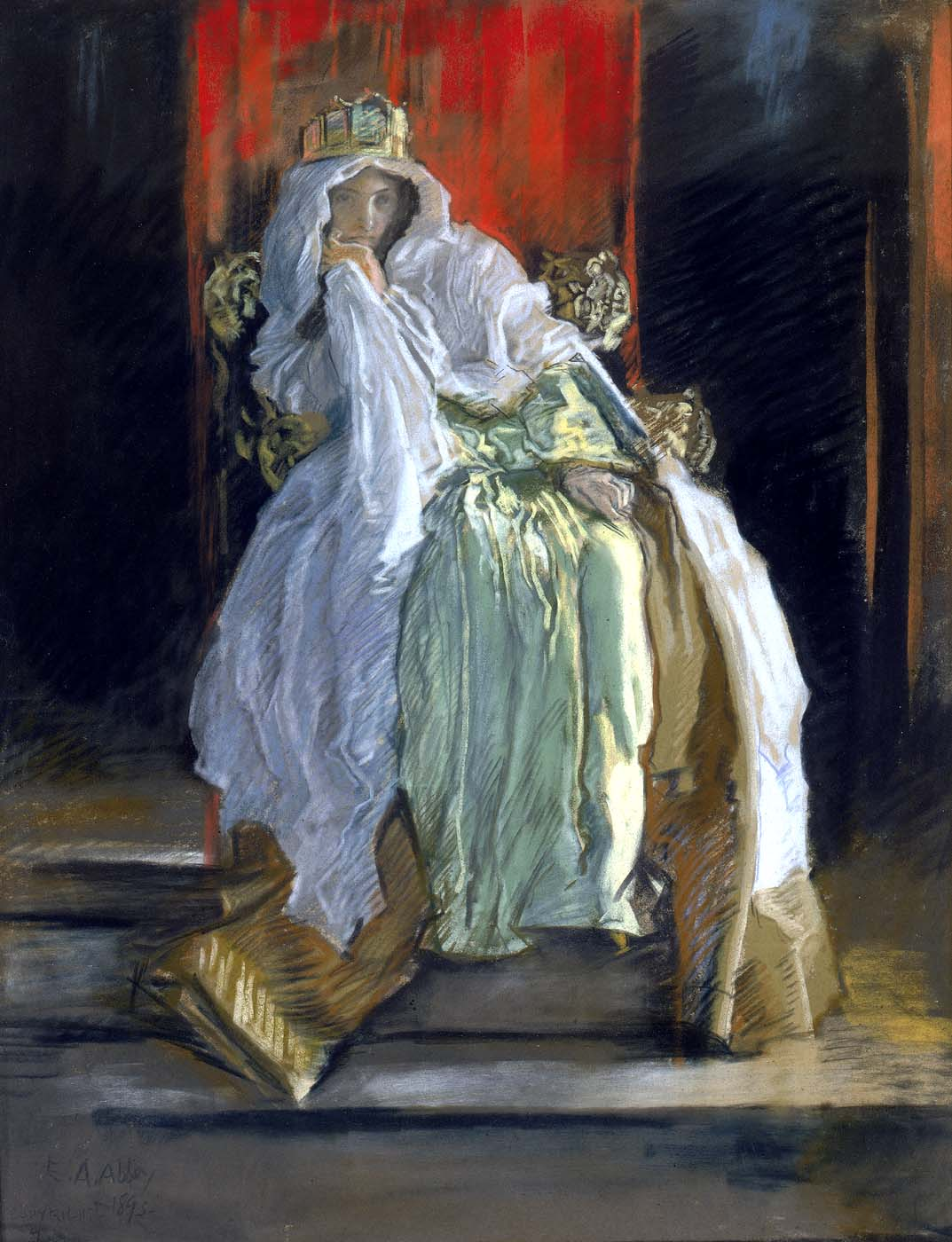
Queen in Hamlet
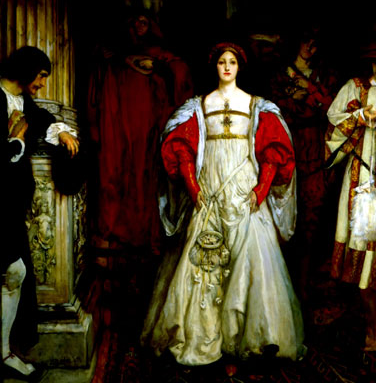
Who is Sylvia - What is she, that all the swains commend her
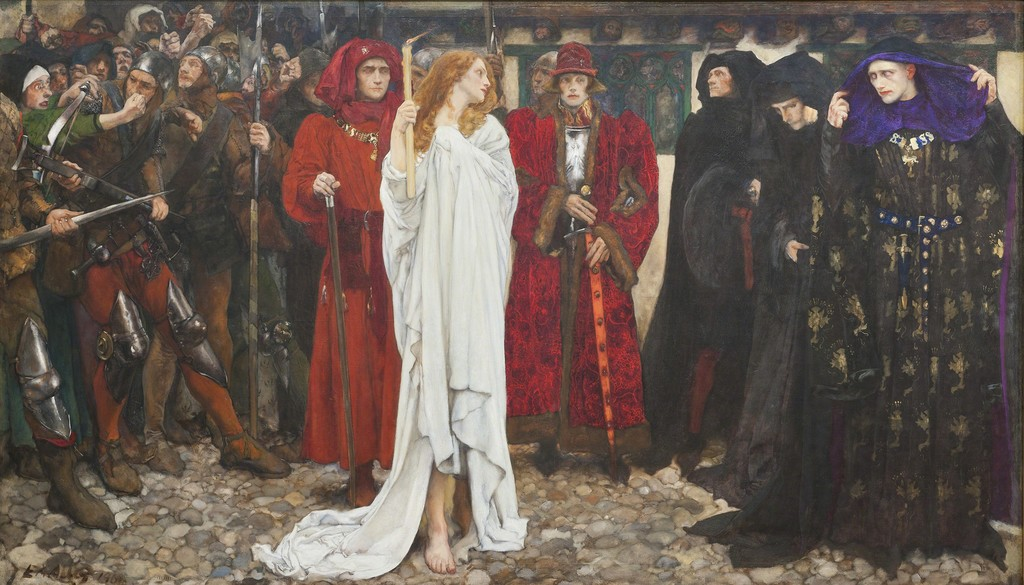
The Penance of Eleanor
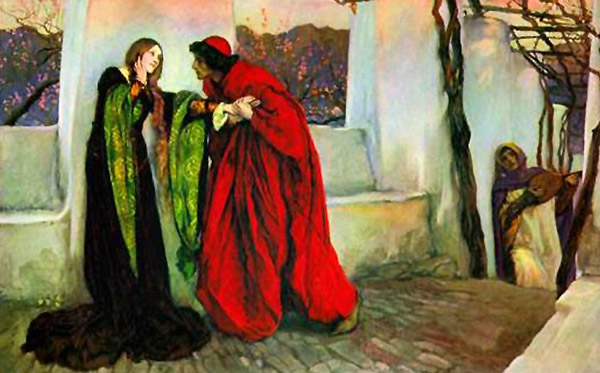
Oh, Mistress Mine where are you roaming?
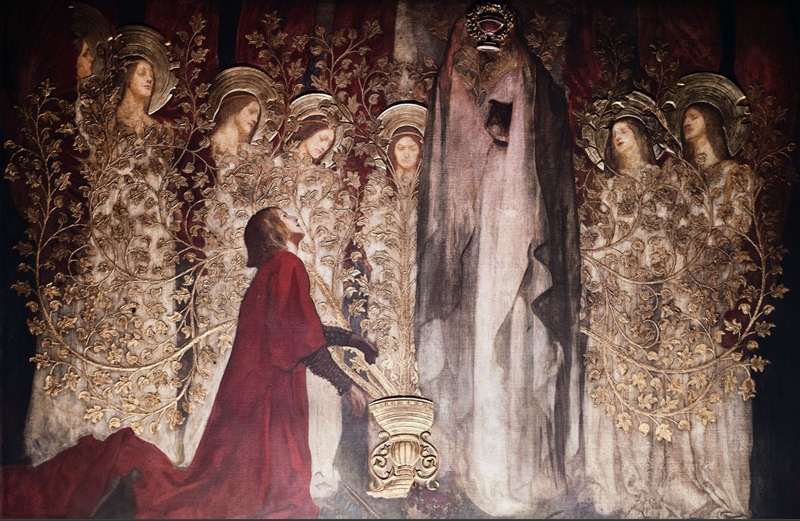
Sir Galahad discovering the Holy Grail, muurschildering Boston Public Library
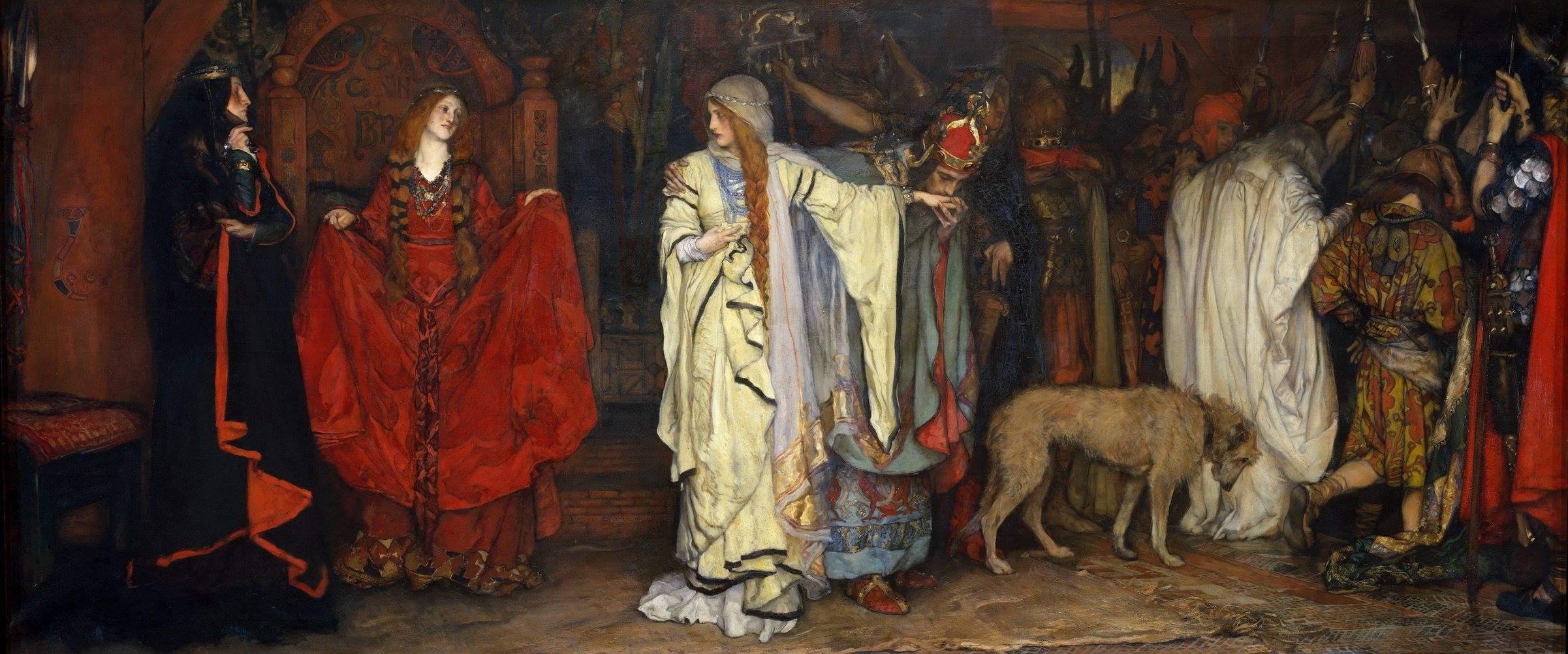
Cordelia's Farewell
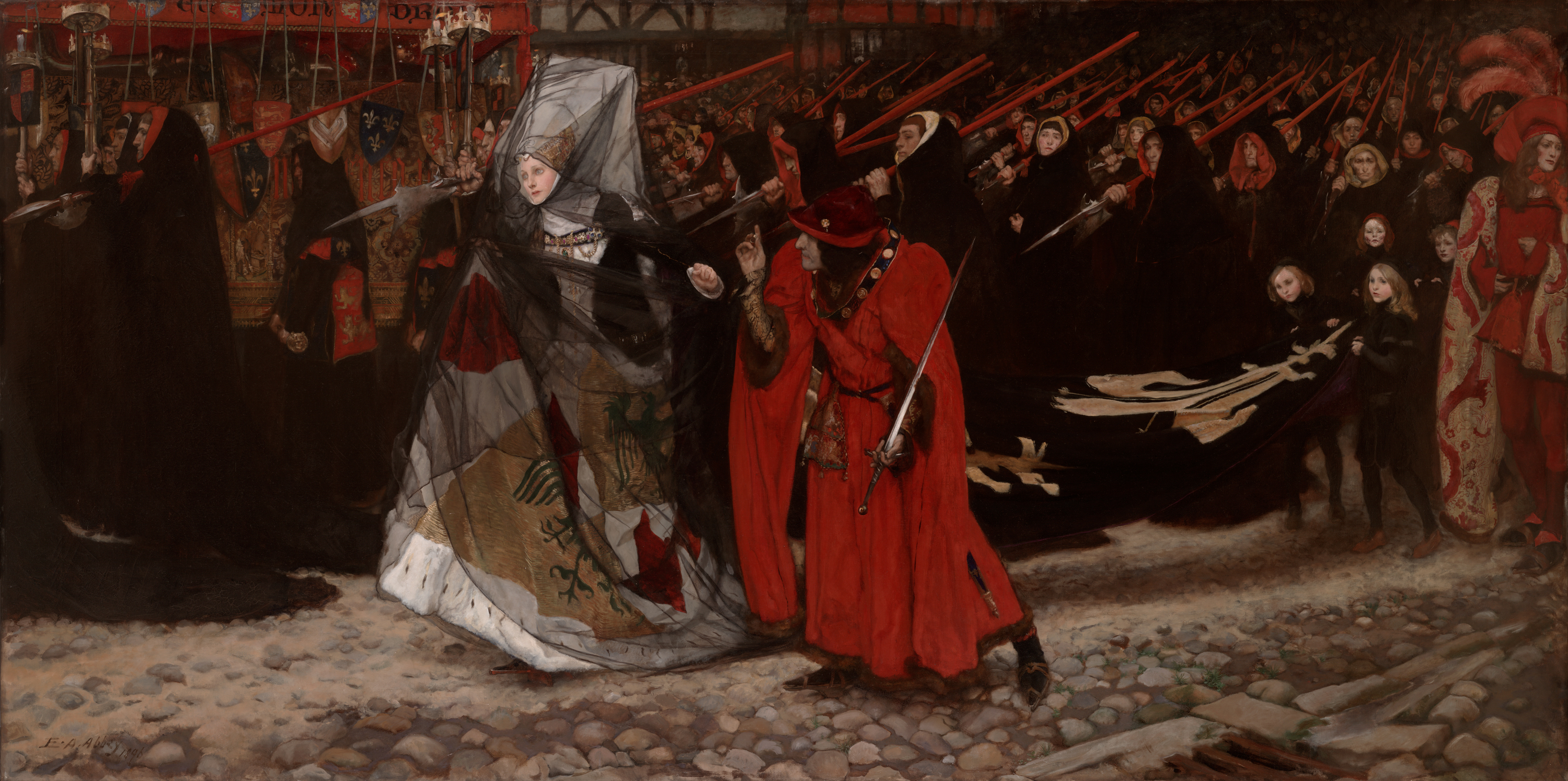
Richard Duke of Gloucester and the Lady Anne, 1896
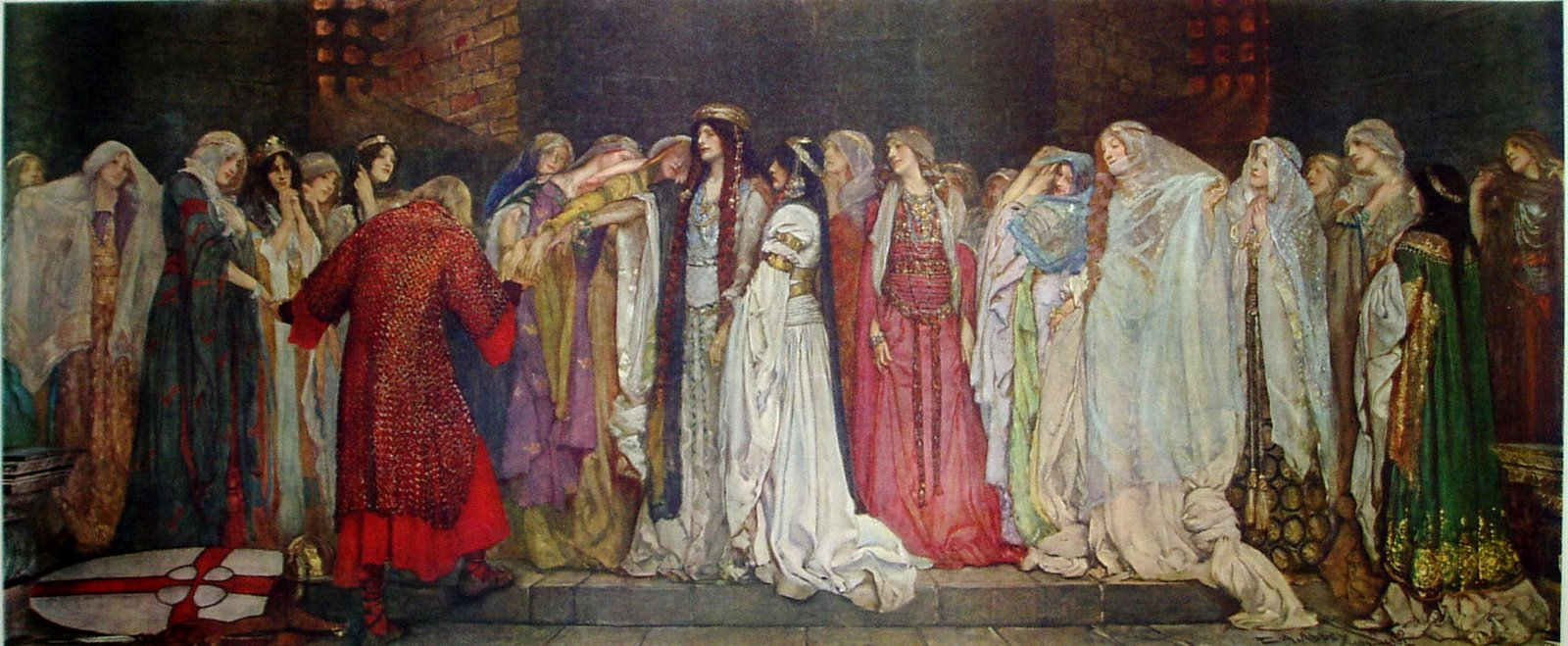
Castle of maidens, muurschildering Boston Public Library
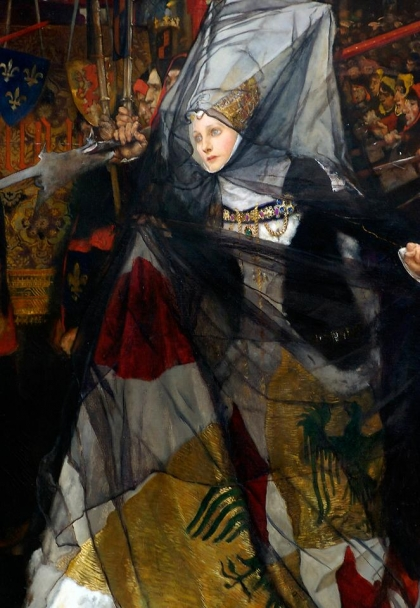
Lady Anne of Gloucester (detail)
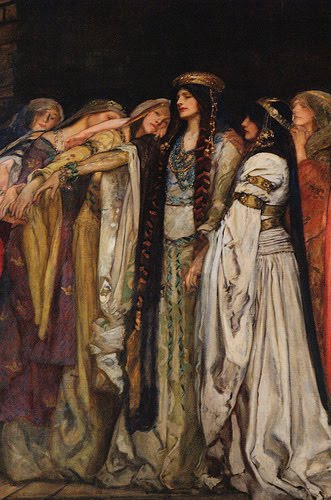
Detail Castle of Maidens, muurschildering Boston Public Library